# تراکشش

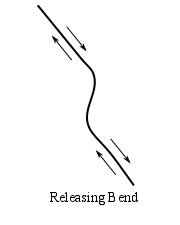
شکل هندسی شکست زمین(در نمای نقشه) که منجر به تراکشش خم یا گام به سمت بالا می شود.

تراکشش وضعیتی است که در آن توده سنگی یا محدوده ای از پوسته زمین متحمل برش گسترده میشود.

## منطقه های تراکششی
- دریای مرده
- دریای مرمره در گسل شمال آناتولی